# 蒙自经济技术开发区
蒙自经济技术开发区，简称蒙自经开区（前身为云南省红河工业园区），是位于中华人民共和国云南省红河哈尼族彝族自治州，于2013年1月17日获国务院批准设立的国家级经济技术开发区，总体规划面积110平方公里，地跨蒙自、个旧、开远三市，是中国面向东盟最近、最大的国家级经开区。总体上按照“一区五园”、“三片一体”构架，其中蒙自片区为生物资源加工产业园；个旧大屯-蒙自雨过铺片区为冶金材料加工产业园、进出口加工产业园和高新技术产业园；开远片区为化工产业园。

## 行政
蒙自经开区设有中共红河州蒙自经济技术开发区工作委员会、蒙自经济技术开发区管理委员会，为红河州委、州政府派出机构。内设办公室、经济发展局（加挂招商局牌子）、规划建设局、财政局、国土资源局、环境保护局、一站式服务中心7个机构。